# Svavarsdóttir
Svavarsdóttir ist ein weiblicher isländischer Name.

## Herkunft und Bedeutung
Der Name ist ein Patronym und bedeutet Svavars Tochter. Die männliche Entsprechung ist Svavarsson (Svavars Sohn).

## Namensträgerinnen
- Erla Kolbrún Svavarsdóttir (* 1961), isländische Pflegewissenschaftlerin
- Svandís Svavarsdóttir (* 1964), isländische Politikerin (Links-Grüne Bewegung)